# Route nationale 1 (Japon)
Pour les articles homonymes, voir Route nationale 1.

Route Nationale 1

La route Nationale 1 (国道1号, Kokudō Ichi-gō) est une importante route sur l'île de Honshū au Japon. Elle relie Chūō-ku près de Tokyo dans la région de Kantō avec la ville d'Ōsaka dans la région du Kansai, en passant par la région du Chūbu. Elle suit partiellement l'ancienne Tōkaidō et mesure 565.4 kilomètres. 

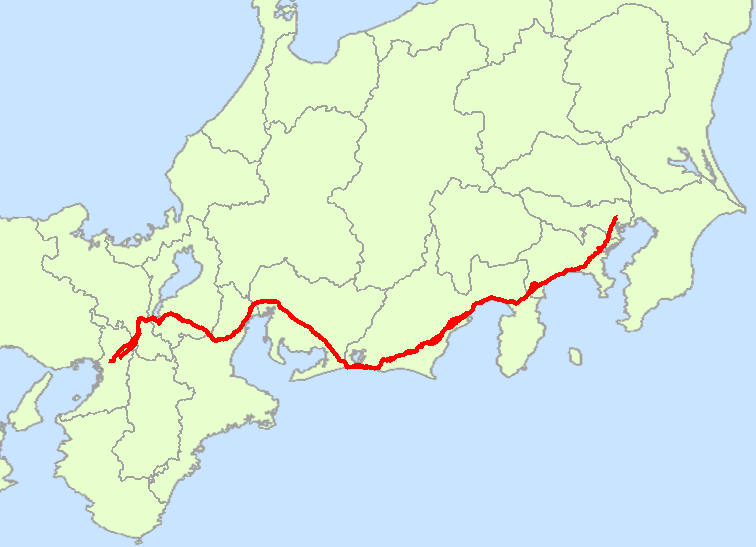
La Route nationale 1 au Japon